# Banatsko Karađorđevo
Banatsko Karađorđevo (en serbe cyrillique : Банатско Карађорђево) est une localité de Serbie située dans la province autonome de Voïvodine. Elle fait partie de la municipalité de Žitište dans le district du Banat central. Au recensement de 2011, elle comptait 2 095 habitants.

## Histoire
Banatsko Karađorđevo, officiellement classé parmi les villages de Serbie, est une des localités les plus récentes de Voïvodine. Elle a été fondée en 1920 sur le domaine d'Andrija Cekonjic, tandis que ses premiers habitants sont arrivés en 1921.

## Démographie

### Évolution historique de la population
| 1948  | 1953  | 1961  | 1971  | 1981  | 1991  | 2002  | 2011  |
| ----- | ----- | ----- | ----- | ----- | ----- | ----- | ----- |
| 4 382 | 4 370 | 3 852 | 3 353 | 2 855 | 2 575 | 2 508 | 2 095 |

|  |